# Nature Reviews Microbiology
Nature Reviews Microbiology è una rivista medica mensile che pubblica articoli di revisione e di prospettiva nel campo della microbiologia, facendo da ponte tra la ricerca fondamentale e le sue applicazioni cliniche, industriali e ambientali.  Fondata nel 2003, è pubblicata dalla Nature Portfolio. Il caporedattore è Ashley York.

## Indicizzazione
Gli abstract e gli articoli della rivista sono indicizzati da:
- BIOSIS Previews[3]
- Current Contents/Life Sciences [3]
- Science Citation Index[3]
- Medline[4]
- PubMed[4]
- Index Medicus[4]

Altri servizi di indicizzazione includono: Scopus, Academic Search Premier, Biotechnology Research Abstracts, CAB Abstracts, Chemical Abstracts Service e EMBASE.
Secondo il Journal Citations Report, nel 2023 la rivista ha ricevuto un fattore di impatto pari a 69,2, posizionadosi al primo posto fra 135 titoli presenti nella categoria "Microbiologia".